# Хэппи-хардкор
Хэппи-хардкор (англ. háppy hardcore, от англ. happy — счастливый, весёлый, довольный) (синоним — UK-хардкор, британский хардкор) — направление в электронной танцевальной музыке, является поджанром стиля хардкор.

## Возникновение жанра
Главной отличительной чертой хэппи-хардкора является использование детского либо женского вокала (часто воспроизводимого быстрее реальной записи таким образом, что голос становится похож на мультяшный).
Основателем данного жанра является известный хардкор-диджей DJ Paul Elstak. В 1993 году Пол основал такой жанр, как хардкор, но ему захотелось создать новое и другое звучание, которое бы отличалось от настоящего хардкора. Так что к 1994 году он начал с разными ди-джеями работу над основанием жанра. Несмотря на то, что DJ Paul Elstak является отцом данного стиля, первая песня была не от него. Лишь в 1995 году он выпустил альбом Rainbow In The Sky, в котором присутствовали как хардкор-треки, так и хэппихардкор-треки.
Огромную популярность благодаря этому жанру набрала группа Dune, известная своими треками «Hardcore Vibes», «Can't Stop Raving» и «Rainbow To The Stars». Кроме Dune, в хэппихардкор-жанре прославилась немецкая певица Ясмин Вагнер (известная как Blumchen), которую очень часто крутили по радио в Германии и Нидерландах в 1995-1996 годах.
Самым большим пиком популярности хэппи-хардкора была середина 90-х. Ближе к 1998 году хэппи-хардкор начал немного падать в популярности, из за чего через несколько лет он и вовсе перестал существовать.

## Эволюция жанра
Длительные эволюционные процессы в музыке хэппи-хардкор привели к тому, что современное звучание стало разительно отличаться от классического для девяностых годов. Сформировалось самобытное направлением в танцевальной культуре. Рассмотрим его отличительные особенности подробнее. Если ранее было важно соблюдать традиции в виде спокойного, фонового ритма, с непринуждённым женским вокалом и спокойными, ненавязчивыми синтезаторными семплами, то после длительных процессов перерождения хэппи-хардкор стал мощным, более агрессивным, «трансовым» стилем. Совмещая в себе всё лучшее от транса, но доводя ритм до 170—180 ударов в минуту, хэппи-хардкор стал более коммерческим течением (часто встречается определение коммерческий транс), уйдя от андеграунда, в котором он находился после постепенного угасания интереса к так называемой «рейв-музыке». Современный хэппи-хардкор стал более мелодичным, вокальные партии более продуманными и грамотно выстроенными. Если раньше достаточно было вставить одно слово, изменённое эквалайзером и FX-эффектами, которое непрерывно повторялось на протяжении всей композиции (см. треки раннего Scooter), добавить ударную «бочку» («kick») и немного фортепианных семплов, то нынешний хэппи-хардкор ушёл далеко вперёд.
Последние работы самых известных диджеев и музыкантов, работающих в этом направлении, больше похожи на модифицированную смесь из транса, хэндс-ап, дэнскора и хардстайла. Фортепиано стало применяться лишь изредка, скорее как дань традиции, нежели основной инструментарий для написания композиций, его вытеснили современные синтезаторы, новейшие плагины, компьютерные студии. Женский вокал стал длительным и теперь не обходится вырезанными отрывками, а представляет собой проработанную песню, которая в отрыве от аранжировки (а капелла) может звучать больше минуты (Scott Brown — Rock You Softly, женская вокальная партия длится полторы минуты без повторений и прерываний). Современные музыкальные синтезаторы и аппаратура дали безграничный простор для музыкантов стиля хэппи-хардкор и теперь сама концепция построения трека изменилась до неузнаваемости. Основные мотивы теперь представляют собой длительные эффектные (обработанные разнообразными приспособлениями в современных звуковых программах, таких как например Propellerhead Reason, Cubase, Sound Forge) семплы, а не 5-секундные клавишные этюды раннего хэппи-хардкора. Теперь в основных системообразующих элементах музыкального трека (ударные, бас, синтезаторные семплы, «слои» (так называемый «Layer» — длительный, минорный звук синтезатора, обычно звучащий во время отсутствия ударных инструментов), клавишные) отчётливо прослеживается влияние хард-транса и Nu-NRG.

## От хэппи-хардкора к UK-хардкору

### Скотт Браун
Сейчас хэппи-хардкор базируется в Англии, из-за чего его часто называют UK-хардкор или совсем недавно появившимся термином с оттенком сленга — хэппикор англ. happycore. Большинство самых популярных DJ и музыкантов, работающих в этом стиле живут и выступают в Шотландии и Англии. Нынешним лидером UK-хардкора и следовательно всего хэппи-хардкор движения является Скотт Браун (он выпускает треки почти во всех направлениях хардкора), представитель шотландской школы хэппи-хардкора и габбера, проживающий в Глазго. Скотт Браун является авторитетным хардкор-техно-продюсером, а также создателем музыкального стиля баунси-техно. Он стоял у истоков музыкального сборника «Bonkers», который считается предтечей нового звучания хэппи-хардкора.
Скотт Браун снискал колоссальную популярность после выхода следующих синглов: «Fly With You» (создал ярко выраженную мелодику вокальной части), «Elysium» (сингл был настолько популярен, что в 2006 совместно с Ultrabeat вышла версия этого трека согласно последним тенденциям в vocal trance), «Neckbreaker» (вышедший в 2002 году этот сингл до сих пор переиздается в новых ремикс-версиях, основной мотив трека был исполнен в необычной звуковой манере, ставшей визитной карточкой целого периода в UK-хардкоре, это был обработанный с помощью эффекта «шумовой волны» синтезаторный семпл, благодаря чему создавался насыщенный, энергичный, эйфорический (euphoric trance) звук, впоследствии применяемый многими музыкантами), «Rock You Softly» (впервые в истории хэппи-хардкор был использован длившийся минуту вокальный «провал» (определённый момент в композиционном построении трека, где отсутствует ударная и басовая линия, на звуковой дорожке остается только «а капелла» и синтезаторные «слои») ставший креативной находкой Брауна, до которого никто не применял такой формат аранжировки треков, музыкант опередил время, сейчас эта композиция считается эталонным по звучанию и близким к совершенству композиционного построения UK-хардкора), «Turn Up The Music» (ремикс 2002 года от Breeze & Styles вошёл в историю UK-хардкора, сам трек композиционно похож на «Rock You Softly»). Совместная с Kelly C работа «Need You In My Arms» отличается длительным меланхоличным вокальной партией, несвойственной музыканту приглушённостью ударной линии и основных синтезаторных семплов, энергетика основной темы композиции выполнена в минорной тональности, что является экспериментом для Скотта Брауна. Первостепенным в этом произведении является именно вокал, можно сказать что впервые не музыка стала главенствующим элементом аранжировки, а вокальная схема «куплет-припев», в итоге стиль композиции стал соотносим с вокальный транс. Скотт Браун вслед за многими исполнителями новой эпохи UK-хардкора окончательно уходит от обязательных хардкор-элементов при написании музыки.
Браун активно гастролирует и выступает на всех крупнейших фестивалях UK-хардкора.

### Даррен Стайлз
Наряду со Скоттом Брауном особенно известны следующие UK-хардкор музыканты и продюсеры — Даррен Стайлз, Hixxy, Gammer, Dougal, Re-con, Breeze, Sy, Unknown. Подавляющее большинство самых популярных и известных композиций в стиле хэппи-хардкор в данный момент пишется именно этими композиторами. Почти все синглы и ремиксы выпущенные этой восьмеркой музыкантов моментально становятся хитами и своеобразным эталоном современного хэппи-хардкора. Часто многие композиции создаются в своеобразных творческих дуэтах (Breeze & Darren Styles, Hixxy & Re-con, Dougal & Gammer, Sy & Unknown). Особенно показателен проект Sy & Unknown, наибольшую славу снискавший именно совместным творчеством, в то время как единоличные работы уступают в известности существенно.
Из всех композиторов работающих в новейшем звучании хэппи-хардкора по показателям продаж, наград и упоминаемости в СМИ особенно выделяется Даррен Стайлз. Все его релизы становятся чрезвычайно востребованными танцевальной культурой. Об этом свидетельствует количество продаж и регулярные выпуски видеоклипов, что кроме Даррена не удаётся сделать никому из UK-хардкор музыкантов. Если в конце девяностых годов этот стиль музыки представлял собой простой набор технически примитивных семплов синтезаторных звуков и ускоренный приглушённый ударный ритм, то и треки Даррена этого периода звучали в такой же аранжировочной схеме.
В 2006 году Даррен выпустил сингл «Getting Better». Эта композиция перевернула все представления о большинстве аспектов музыки UK-хардкор. Хотя ранее выпускались подобные треки, в каких-то аспектах звучания похожие на сингл Даррена (Double Dutch — Heaven (2002)), тем не менее им не удавалось уйти дальше немногочисленных слушателей UK-хардкор того времени. Можно сказать, что это были работы узконаправленного формата, имеющие спрос у скудного числа любителей танцевальной музыки (по сравнению со стилями хаус и транс). Хэппи-хардкору не хватало узнаваемости и исключительного, запоминающегося звучания. Это был всё ещё неоформленный стиль музыки, находившийся долгое время в нижних строчках хит-листов. Именно Даррену удалось совершить коренной перелом в UK-хардкор индустрии. Сингл «Getting Better» произвёл фурор в хардкор-сообществе. Та лёгкость и особая мелодика, с которой была написана эта работа, стала определяющим направлением развития всего хэппи-хардкора на долгие годы. С этого момента UK-хардкор становится не просто одним из ответвлений хардкора, затерявшимся среди многочисленного стилевого разнообразия музыкальной Англии, но широко востребованным и ярко выделяющимся направлением музыки.
Выпущенный в 2006 году сингл «Save Me» становится настолько популярным, что Даррену приходится снимать клип. Стоит отметить, что вокал к этой работе он записал авторский (как и к большинству следующих творений). В UK-хардкоре такой пример беспрецедентен. В этом же году Даррен получает самую престижную премию Hardcore Awards, победив сразу в трех номинациях — лучший DJ, продюсер, сингл. Вскоре он начинает издаваться на самом крупном английском лейбле, занимающемся танцевальной музыкой — All Around The World (AATW). (на этом же лейбле работают основоположники хэппи-харкдора, группа Scooter). Такой успех позволяет взяться за запись альбома. Несмотря на обилие музыкантов в стиле UK-хардкор, никому не удавалось выпустить соло-альбом, поскольку формат звучания предлагавшийся музыкантами старой школы хэппи-хардкора, до появления революционных синглов Даррена, не был востребован у слушателей. В 2008 году Даррену покорилась и эта задача. Альбом был назван «Skydivin'». При поддержке AATW альбом сразу попал на 4-е место в английском чарте и 9-е в европейском.

### Hixxy
Его реальное имя Ian Hicks. Первоначально DJ Hixxy работал в стиле хип-хоп и рэп прежде чем обнаружил хардкор сцену и получил широкое признание в Англии. Вначале карьеры Ian ровнялся на таких парней, как Ramos и Supreme, и набирался от них опыта. Официально DJ Hixxy начал свой диджеинг в начале 1991 года — только после встречи с DJ Dougal его композиции стали звучать интересно и самобытно. Вместе с DJ Dougal он основал новый лэйбл, носящий название «Essential Platinum», выпускавший музыку в стиле хэппи-хардкор. Это был лэйбл, который и продвинул DJ Hixxy к успеху на музыкальной сцене, огромному ряду поклонников и известности. Его совместный проект с MC Sarkey оставил немалый след в истории диджеинга. Выпущенный трек «Тоу Town» стал просто гимном для молодежи, который Ian всегда ставил, заканчивая свой сэт. После таких выступлений DJ Hixxy удалось сделать треки совместно с Dreamscape, Helter Skelter и стать одним из главных представителей сцены.

### Диджеи UK-хардкор
Количество диджеев, играющих музыку в стиле UK-хардкор, крайне велико, среди них (помимо упомянутых выше) лидерами являются DJ Bluecore (наиболее известный микс «Candyshop» уже имеет 20 выпусков), DJ Cotts (микс «Hardcore Ch00nage»), DJ Hellfury (микс «Kuro no zan yo»), DJ Stu Allan (микс «Hardcore Adrenalin»). Обычно сами музыканты в перерывах между записями новых треков, занимаются диджейством, выступая в клубах и на фестивалях. Нет ни одного известного UK-хардкор музыканта, который бы не уделял времени карьере диджея. Помимо прямого заработка это дает возможность привлечь внимание целевой аудитории к своему творчеству. Если сет заинтересует публику, то и узнаваемость музыканта, как отдельной творческой единицы (а не одного из сотни подобных) возрастет на порядок.

## Bonkers
Сборник «Bonkers» («сумасшедший») стал в своё время площадкой для издания передовых и популярных музыкантов и продюсеров данного стиля. Впервые он был выпущен в 1996 году в период только начинающего формироваться стиля UK-хардкор. Составителями сборника были Hixxy и DJ Sharkey. Постепенно, релиз за релизом (всего выпущено 18 частей), сборник Bonkers стал лидером не только продаж в своём сегменте, но и признанным законодателем моды современного хэппи-хардкора. Начиная с 1998 года («Bonkers 5: Anarchy in the Universe») звучание композиций приобрело протосовременный (на 2008 год) UK-хардкор-уровень. Конечно, для 18 выпуска Bonkers (2008 год), многие треки пятой части звучали наивно и сумбурно, где-то недоставало качественного мастеринга, где-то были слабые вокальные партии — но в целом начиная с этого времени стиль UK-хардкор начал приобретать вполне осязаемые характеристики для того, чтобы можно было выделять его в отдельное направление.
С октября 1999 года выпуск серии был приостановлен. Причиной тому стала спадающая популярность только начинающего формироваться стиля. Тем не менее UK-хардкор не канул в безвестность и не ушёл в глубокий андеграунд, как в своё время его предшественник хэппи-хардкор, музыканты, создавшие Bonkers и новое направление в танцевальной музыке, не стали поддаваться стремительно меняющейся конъюнктуре музыкального рынка, несмотря ни на что они продолжали планомерно работать над улучшением звучания своих композиций. В итоге им удалось отстоять само существование UK-хардкора, несмотря на обилие прямых конкурентов в жанровом сегменте (эйсид-хаус, баунси-техно, габбер, транс). 15 июля 2002 года после трёхлетнего перерыва выходит новый выпуск сборника (Bonkers 8: The Rezurrection), с этого момента окончательно закрепляется новое звучание UK-хардкора. После этого релиза сборник стал выходить на регулярной основе по два выпуска в год. В этот же период новое звучание хэппи-хардкора достигает высочайшей популярности в Британии, Японии, Канаде, идёт активная экспансия в США.
Bonkers определяет новейшие тенденции UK-хардкора, трек-лист составляется из лучших произведений как самих продюсеров этой компиляции, так и многочисленных разноплановых композиторов пишущих музыку в стиле UK-хардкор, баунси-техно, аплифтинг-транс. Этот сборник формирует заметную часть танцевального рынка Европы, являясь ориентиром для многих музыкантов и диджеев, работающих в направлении UK-хардкор. Это связано с тем, что каждый выход Bonkers подводит своеобразный итог полугода эволюционных изменений в данном музыкальном направлении, а также указывает на форму и содержание будущего звучания UK-хардкора. Такой мощный резонанс в целом направлении танцевальной музыки вызывается за счёт опубликования смелых и неординарных композиции, которые впоследствии на протяжении многих месяцев будут считаться стилеобразующими и эталонными для любого UK-хардкор музыканта. На Bonkers до сих пор эксклюзивно издаются такие мастера своего дела, как Скотт Браун, Hixxy, Dougal.

### Clubland X-treme Hardcore
Основным конкурентом «Bonkers» является появившейся в XXI веке сборник «Clubland X-treme Hardcore». Его составителями являются Darren Styles и Breeze. Два этих продюсера и музыканта в настоящее время достаточно популярны, чтобы состязаться фактически с основателями UK-хардкор, которые составляют неизменное ядро микс-серии «Bonkers». Несмотря на то что на данный момент вышло всего 6 частей проекта «Clubland X-treme Hardcore» и ему естественно не достает той славной истории и авторитета «Bonkers», тем не менее это очень серьёзная заявка на лидерство в UK-хардкор индустрии. Сама структура компиляции неизменна во всех частях, начиная со второй — это 3 CD, первый диск составляет Даррен Стайлз, второй Breeze, третий бонус-диск Hixxy. «Clubland X-treme Hardcore» можно назвать альбомами Darren Styles, Breeze и Hixxy, весь сборник насыщен авторскими работами этих музыкантов (ремиксы, дуэты, синглы), например CD 4-й части сборника, который компилирует Hixxy полностью состоит из его авторских треков и ремиксов, в первых двух дисках 8 из 18 треков — это работы Darren Styles или Breeze (для сравнения: в «Bonkers 16», чьим продюсером является Hixxy, из 59 треков только 3 — это авторские работы самого музыканта). Ещё одной отличительной чертой «Clubland X-treme Hardcore» является отсутствие неизвестных широкому кругу общественности хардкор музыкантов. В трек-лист сборника, помимо составителей, попадают только авторитетные и популярные UK hardcore-музыканты (UFO, Dougal, D:Code, Gammer, Ultrabeat). В «Bonkers» постоянно происходит ротация состава трек-листа, зачастую на сборнике можно услышать музыкантов не входящих в элиту UK-хардкора (Ethos, Nu Foundation, Arkitech, Cube::Hard, Human Resource). Сборник «Clubland X-treme Hardcore» пользовался большой популярностью, на официальном веб-сайте Стайлза указано, что первые три части разошлись тиражом 500 000 экземпляров каждая.

## Новейшая история

### Звучание
Хэппи-хардкор в современной интерпретации настолько сильно отличается от «классического» хардкора времён раннего творчества Scooter, Blümchen, Charly Lownoise & Mental Theo, что говорить об этих стилях можно как о разных направлениях хардкор-культуры. Нынешний хэппихардкор намного ближе к эйфорическому трансу (euphoric trance, сейчас всё больше называют аплифтинг), где мелодичность, красота, изящность вокальной партии и синтезаторных семплов имеет высший приоритет в создании музыкальных композиций. В последних хитах Даррена Стайлза и Скотта Брауна грань между трансом и хардкором будет беспрецедентно условна, можно даже говорить о том, что нынешний UK-хардкор стал ускоренным коммерческим вокальным трансом. Если в классическом трансе скорость ударов в минуту составляет 130—140 (bpm), то в современном UK hardocre начинается от 150 и достигает 170 (как пример — последний микс DJ Hellfury — Crystal Ball 2008, записанный в ускоренном темпе). Размытость стилевых границ в последних работах UK-хардкора становится всё более явной, поскольку к вокал транс и euphoric транс могут примешиваться и баунси-техно, и Nu-NRG, и хард-транс. Уже нет музыкальных критиков, которые бы безапелляционно могли заявить, что конкретно представляет собой нынешнее UK-хардкор направление в электронной музыке. Каждый лейбл старается создавать своё, отличное от всех, звучание. Это делает жанровую палитру современного UK-хардкора слишком пёстрой, размывая критерии чётких стилевых рамок. Диджеи, номинально относящиеся к UK-хардкор направлению, в своих миксах иногда играют совершенно разнородные ответвления хэппи-хардкора. Например, сет известного UK-хардкор композитора Milo может разбиваться на отдельные стилевые фрагменты, когда полчаса звучит явный euphoric trance, затем баунси-техно, а завершиться всё может совершенно неожиданным олд-скульным хэппи-хардкором с оттенком драм-н-бейс. Это ещё больше затрудняет попытки четко разграничить UK-хардкор от других направлений танцевальной музыки. Ясно одно — хардкор как таковой стал неким рудиментом современного звучания хэппи-хардкора, оставив после себя лишь относительно быстрый темп трека, но и этот, казавшийся нерушимым, элемент любой композиции постепенно отходит от мейнстрима.

### Олд-скул хэппи-хардкор
В то же время не стоит думать, что олд-скул хэппи-хардкора или хэппи-хардкора старой школы (old school happy hardcore) является лишь историческим наследием 90-х годов. И в последнее время появляются музыкальные работы классического хэппи-хардкора. Их структура незатейлива: достаточно выстроить на трекере тихо и однообразно звучащую басовую и ударную линии, а также фрагментированные «нарезки» семплов клавишных инструментов звучащих в мажорной тональности и конечно же не забыть о вокальном содержании, которое представляет собой либо «мультяшное» («питченое»-ускоренное) квазипение, либо набор незамысловатых фраз («Don’t stop!» «Yeahhh, Yeahhh»). Но несмотря на то, что старая школа хэппихардкора в настоящее время не имеет столь серьёзного спроса как последние работы UK-хардкор музыкантов и почти все известные диджеи играют только новейшие течения хэппихардкора, тем не менее иногда появляются миксы выполненные в стиле близком к первоистокам этого направления (MrJakk — Happy Happy Hardcore 2008), это безусловно свидетельствует о неокончательной потере интереса к старой школе хэппи-хардкора.

### Upfront
Современный хэппи-хардкор представляет собой разностилевое смешение новейших течений танцевальной электронной музыки, куда входит как транс и его подвиды (вокальный, коммерческий, хард), так и хардстайл, Nu-NRG, дэнскор, баунси-техно. В настоящее время тенденции в UK-хардкоре всё больше сподвигают критиков утверждать, что почти все главенствующие ранее (1997—2001 гг.) элементы построения музыкальных композиций в стиле UK-хардкор были утрачены. Хотя этот вопрос остается дискуссионным и не существует четкого мнения о нынешних рамках хэппихардкора, тем не менее уже сейчас английский хардкор начинает именоваться upfront hardcore, подразумевая тотальную новизну звучания всех структурных частей этого стиля. Почти все канонические формы хэппихаркдора (быстрый темп, утяжелённая басовая и ударная линии, отсутствие длительных вокальных партий) были либо оставлены в неузнаваемом виде, либо окончательно отброшены за ненадобностью. Нынешняя жанровая принадлежность стиля находится на границе вокального и аплифтинг-транса и hard dance. Крайне редко можно услышать композиции upfront hardcore с темпом 170—180 bpm, средним темпом можно назвать 160 bpm. Вокал, который ранее считался необязательным элементом композиции, стал её важнейшей составляющей, теперь без длительного, оригинального вокала практически невозможно услышать последние творения известнейших музыкантов. Синтезаторные семплы, с появлением технически все более совершенных студийных приборов и компьютерных программ для написания музыки, приобретают все более разнообразное звучание, усложняясь и прогрессируя (уже нормой считается длительный 14-секундный synth-sample).Не прекратил своё существование и не стал историческим реликтом классический хэппи-хардкор, перейди в отдельное направление — олд-скул хэппи-хардкор, которое почти не отличается (за исключением технически более совершенного звучания) от ранних работ основоположников хэппи-хардкора (Scooter, Dune, Marusha).

## Распространение
В последнее время UK-хардкор завоёвывает очень серьёзную популярность, помимо Великобритании, в Новой Зеландии, США, Японии, Австралии и Швеции. В этих крупных государствах постоянно проводятся масштабные фестивали на которых выступают известнейшие музыканты и диджеи. В частности, в Японии это рейв «Shin No Noir», а в Швеции «Swedish Candy». Популярность хэппи-хардкора в Японии находится на высочайшем уровне. Там множество собственных музыкантов (Deester, GACD) и DJ (Sharpnel, REDALiCE) масса пользующихся интересом молодёжи ночных клубов, где все резиденты играют только хэппи-хардкор, а Японские фестивали по размаху и именам приглашённых гостей уступают только столице новейшей истории хэппи-хардкора — Англии. Стоит заметить, что стилистически японский хэппи-хардкор отличается от английского в сторону использования исключительно японского вокала, там можно услышать характерные для аниме женские голоса, многочисленные вкрапления acid-семплов и тяготение к олд-скул хэппи-хардкору в аранжировке трека (мажорные этюды фортепиано, слабо выраженные «bass» и «kick», высокая скорость бита), иногда прослеживаются мотивы джампстайла и габбера. Японский хэппихардкор называют J-core и часто играют даже в Европе, где он ценится за свою самобытность и неординарность звучания.

## UK-хардкор в России

Shifter

В России направление UK-хардкор имеет недостаточно много сторонников. В стране было очень мало серьёзных и авторитетных диджеев, которые занимались бы популяризацией этого направления (среди тех, кто старался делать хэппи-хардкор популярным, DJ Or-Beat и радиостанция «Станция 106.8 fm»), а все музыканты издавались на Западе. Поскольку в 90-х годах сама танцевальная музыка в России нечасто становилась гостем телевидения и радиостанций и по мнению многих представляла собой лишь поп-группы («Руки Вверх!», «Вирус»), то и хэппи-хардкор-коллективы и музыканты были малоизвестными среди широкой аудитории. В настоящее время в клубной культуре России по-прежнему доминируют другие стили электронной музыки (исключающие хардкор-направления, куда входит и хэппи-хардкор), например, электро-хаус (на сленге молодёжи «клубняк»). Также стоит отметить, что хардкор и хэппи-хардкор являются в России одними из тех стилей электронной музыки, любители которых, как правило, не увлекаются употреблением наркотических веществ на мероприятиях, где звучит данная музыка. В настоящее время в России стиль скорее пребывает в стагнации, чем имеет какое либо развитие.